# Pławna Górna
Pławna Górna is een plaats in het Poolse woiwodschap Neder-Silezië. 

## Bestuurlijke indeling
In de periode 1945 - 1954 viel Pławna Górna onder de voormalige gemeente Pławna. Vanaf 1975 tot aan de grote bestuurlijke herindeling van Polen in 1998 viel het dorp bestuurlijk onder woiwodschap Jelenia Góra, vanaf 1998 valt het onder woiwodschap Neder-Silezië, in het district Lwówecki. Het maakt deel uit van de gemeente Lubomierz.